# Авит Клермонский
Авит (лат. Avitus; ок. 525 года — ок. 594/595 годов) — епископ Клермонский с 580 года. Святой (день памяти — 21 августа).

## Биография
Святой Авит происходил из семьи Авитиев, знатной овернской аристократической семьи времен Римской империи, из которой вышли император Авит, писатель Сидоний Аполлинарий и комит Оверни Аполлинарий.
Восемнадцатый епископ Клермона, святой Авит был первым строителем базилики Нотр-Дам-дю-Пор начиная с 580 года.
По преданию, в 576 году святой Авит призвал евреев покинуть город или принять крещение. В результате его проповеди была разрушена синагога. В конечном итоге евреи остались и массово перешли в христианство.
Святой Авит был учителем Григория Турского.
Святого Авита почитают в Оверни, где, согласно преданию, он лечил больных детей в Ля-Селлетт. Там, согласно преданию, им был открыт источник, вода которого могла исцелять детей, носящий ныне его имя (Сент-Авит). В Оверни он почитается покровителем детей. В этом регионе существует братство Святого Авита.